# Gökhan Güleç
Gökhan Güleç (İnegöl, 25 settembre 1985) è un ex calciatore turco, di ruolo attaccante.

## Carriera

### Club
Ha giocato nella prima divisione turca.

### Nazionale
Ha partecipato ai Mondiali Under-20 del 2005.

## Palmarès

### Club

#### Competizioni nazionali
- Coppa di Turchia: 2

Beşiktaş: 2005-2006, 2006-2007
- Supercoppa di Turchia: 1

Beşiktaş: 2006